# الحوشبي (ردفان)

تعديل مصدري - تعديل

الحوشبي هي إحدى قرى عزلة الحبيلين بمديرية ردفان التابعة لمحافظة لحج، بلغ تعداد سكانها 152 نسمة حسب تعداد اليمن لعام 2004.